# Sharon Dodua Otoo

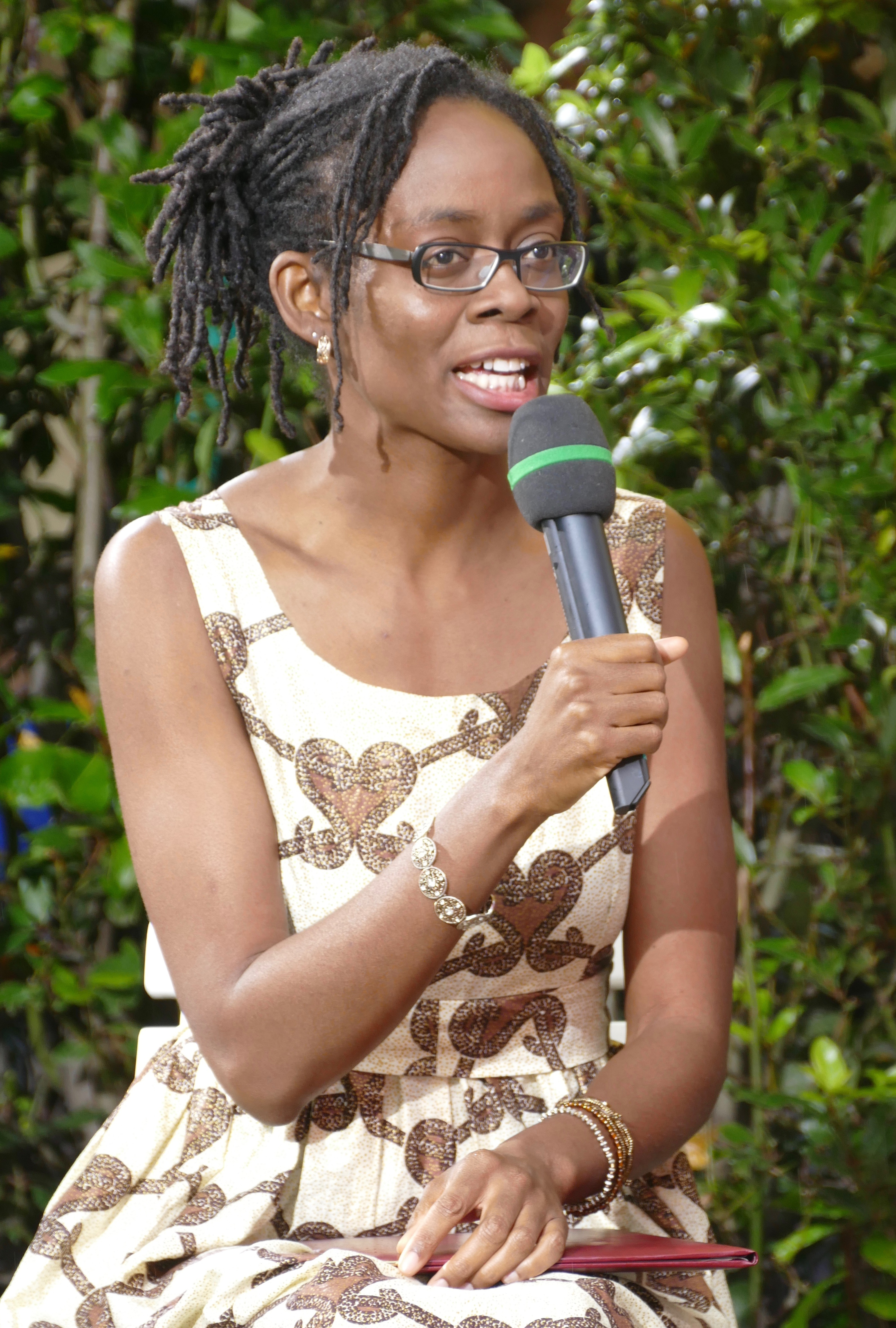
Sharon Dodua Otoo (2016)

Sharon Dodua Otoo (* 1972 in London) ist eine britisch-deutsche Schriftstellerin, Publizistin und Aktivistin in den Bereichen Feminismus und Antirassismus. Im Jahr 2016 wurde Otoo mit dem Ingeborg-Bachmann-Preis ausgezeichnet.

## Leben
Sharon Dodua Otoos Eltern stammen aus Accra, der Hauptstadt Ghanas. Sie ist in London geboren und dort mit zwei Geschwistern im Stadtbezirk Ilford aufgewachsen.
Otoo studierte German und Management Studies am Royal Holloway College der Universität London und erlangte 1997 den Abschluss B.A. (Hons).
Seit 2006 lebt sie mit ihren vier Söhnen in Berlin und besitzt auch die deutsche Staatsbürgerschaft. Otoo ist aktiv im Phoenix e. V. und in der Initiative Schwarze Menschen in Deutschland (ISD-Bund) e. V., deren Vorstand sie von 2010 bis 2013 angehörte. Sie veröffentlichte eine Reihe von Artikeln und Kommentaren u. a. in Missy Magazine, an.schläge, ak – analyse & kritik (ak), im Tagesspiegel und im African Courier. Ihre Beiträge, Kommentare, Berichte, Rezensionen, Feuilletons und Diskussionsbeiträge beschäftigen sich mit politischen Fragen des Feminismus, des Weißseins sowie weiterhin mit Kultur- und Bildungsthemen.
Von 2014 bis 2017 arbeitet Otoo als Projektkoordinatorin bei RAA Berlin e. V. und im Verlag w_orten und meer. Sie ist Herausgeberin der englischsprachigen Buchreihe Witnessed, in der bis 2016 fünf Bücher erschienen sind.
Otoos kreatives Schreiben befasst sich mit den Themen Magischer Realismus, Afrofuturismus, Identitätsverhandlungen, Beziehungen und Empowerment.
Auf Einladung von Sandra Kegel las Otoo bei den 40. Tagen der deutschsprachigen Literatur 2016 in Klagenfurt den Text Herr Gröttrup setzt sich hin und erhielt den Ingeborg-Bachmann-Preis als erste Britin und als erste schwarze Autorin. Die Hauptfiguren des Textes sind angelehnt an den Ingenieur und Raketentechniker Helmut Gröttrup und dessen Ehefrau Irmgard. Am Anfang steht eine Szene beim Frühstück, die an Loriots Sketch Das Frühstücksei denken lässt. Dann erzählt ein diffuses Ich, das im Moment ein Frühstücksei ist, das nicht hart werden will, aber auch schon ein Erdbeben und ein Lippenstift war. Von der Jurorin Meike Feßmann wurde dieses Ich als „Wechselbalg der Reinkarnation“ bezeichnet, als „Ich, das sich weigert, markiert zu sein“.
Am 13. Oktober 2016 hielt Otoo die Eröffnungsrede der Ausstellung »Deutscher Kolonialismus« im Deutschen Historischen Museum in Berlin.
2021 wurde ihr erster Roman Adas Raum im S. Fischer Verlag veröffentlicht. Er wurde für die Shortlist des Debüt-Preises ausgewählt.
Im Oktober 2021 wurde sie in das PEN-Zentrum Deutschland aufgenommen.
Für das akademische Jahr 2021/2022 war sie als Schroeder Writer-in-Residence Stipendiatin des Jesus College, Cambridge, England.
Am 1. Oktober 2022 wurde ihr der Verdienstorden des Landes Berlin verliehen.
Am 27. November 2023 gab die Stadt Bochum bekannt, den Peter-Weiss-Preis 2023 an Otoo zu vergeben. Nach einem Bericht im Bochumer Blog Ruhrbarone kündigte die Stadt tags darauf jedoch an, die Preisvergabe auszusetzen und den Sachverhalt zu prüfen. Zuvor waren Vorwürfe laut geworden, Otoo unterstütze die vom deutschen Bundestag als antisemitisch eingestufte BDS-Bewegung. Otoo hatte 2015 die Petition der dem BDS nahestehenden britischen Kampagne „Artists for Palestine UK“ unterzeichnet. Sie erklärte, heute einen solchen Aufruf nicht mehr zu unterstützen, und sie werde den ihr zugedachten Preis nicht annehmen.

## Audio
- Deutschlandfunk 14. Januar 2018 Zwischentöne mit Sharon Dodua Otoo 86.45 Minuten, Audio 71.34 Minuten (Musik gekürzt) 1/2 Jahr online

## Werke (Auswahl)
- 2022: Herr Gröttrup setzt sich hin. Drei Texte. Frankfurt am Main, Fischer 2022, ISBN 978-3-10-397185-9.
- 2022: Schnipsel der Stille. In: Heinrich Böll, Sharon Dodua Otoo: Gesammeltes Schweigen. Hamburg/Berlin, Edition Zweifel, ISBN 978-3-9824323-0-4.
- 2025: Mahlerstrasse 8. 'haɪ̯maːtn̩ Bd. 4, zweisprachig (dt./en.), hg. v. Haus der Kulturen der Welt (HKW), Leipzig, Merve, ISBN 978-3-96273-553-1.

### Roman
- 2021: Adas Raum. Verlag S. Fischer, Frankfurt 2021, ISBN 978-3-10-397315-0.

### Novellen
- 2012: the things i am thinking while smiling politely. Münster, edition assemblage, ISBN 978-3-942885-22-5.
- 2013: Dodua (2013) die dinge, die ich denke während ich höflich lächle. Übersetzung Mirjam Nuenning. Wie vor, ISBN 978-3-942885-39-3.
- 2014: Synchronicity. Übersetzung Mirjam Nuenning. Wie vor, ISBN 978-3-942885-74-4.
- 2015: Synchronicity. The Original Story. Wie vor, ISBN 978-3-942885-95-9.

### Kurzgeschichten
- 2015: Die Geschichte vom Kreis und Viereck. In: Susan Arndt und Nadja Ofuatey-Alazard (Hrsg.) (K)Erben des Kolonialismus im Wissenschaftsarchiv deutsche Sprache. Münster, Unrast Verlag, S. 378.
  - Wie bei den Pinguinen. In: Florence Hervé, Melanie Stitz (Hrsg.): Wir Frauen 2015. Köln, PapyRossa Verlag
  - Anonym: Ask Auntie D. In: Philipp Khabo Koepsell (Hrsg.): The Afropean Contemporary: Literatur- und Gesellschaftsmagazin. Berlin, epubli, ISBN 978-3-8442-8326-6
  - Mit Bino Byansi Byakuleka: The Romantics and the Criminals. In: Clementine Burnley und Sharon Dodua Otoo (Hrsg.): Winter Shorts. Münster, edition assemblage, S. 37–44
  - Whtnacig Pnait (Watching Paint). Wie vor, S. 67–78
- 2019: Liebe. In: Fatma Aydemir, Hengameh Yaghoobifarah (Hrsg.): Eure Heimat ist unser Albtraum. Berlin, Ullstein fünf, ISBN 978-3-961010-36-3

### Online-Artikel
- 2013: Correct me if I am (politically) wrong – „Echte“ Kunst, Elitarismus und weiße Wahnvorstellungen der Erhabenheit. In: Bildpunkt. Zeitschrift der IG Bildende Kunst, Wien, Nr. 28, Frühling, Critical Correctness[26]
  - Wer hat die Definitionsmacht? Durch die Wahl unserer Worte verändern wir die Realität. In: Critical Whiteness. Debatte um antirassistische Politik und nicht diskriminierende Sprache. Sonderbeilage Analyse & Kritik, Herbst 2013, PDF 700 KB (S. 24–25)
- 2014: Vom Schauen und Sehen. Schwarze Literatur und Theorieproduktion als Chance... In: an.schläge[27]
- 2015: Audre Lorde. Schwarze, Lesbe, Mutter, Kriegerin, Poetin. In: Der Tagesspiegel[28]

### Herausgeberin der Buchreihe „Witnessed“
- 2012, Sandrine Micossé-Aikins und Sharon Dodua Otoo (Hrsg.): The Little Book of Big Visions. How to Be an Artist and Revolutionize the World. Series: Witnessed, Edition 1, Münster, edition assemblage, ISBN 978-3-942885-31-7.
- 2013, Olumide Popoola: Also by Mail. Wie vor, Edition 2, ISBN 978-3-942885-38-6.
  - Nzitu Mawakha: Daima. Images of Women of Colour in Germany. Wie vor, Edition 3, ISBN 978-3-942885-31-7.
- 2015, Amy Evans: The Most Unsatisfied Town. Wie vor, Edition 4, ISBN 978-3-942885-76-8.
  - Clementine Burnley und Sharon Dodua Otoo (Hrsg.): Winter Shorts. Wie vor, Edition 5, ISBN 978-3-942885-94-2.